# Nothria conchylega
Nothria conchylega är en ringmaskart som först beskrevs av Sars 1835.  Nothria conchylega ingår i släktet Nothria och familjen Onuphidae. Arten är reproducerande i Sverige. Inga underarter finns listade i Catalogue of Life.